# آموزش در ایران پس از اسلام
به عقیده مسلمانان آموزش در کشورهایی که به اسلام روی آورده بودند، آموزش‌های سنتی اسلامی بود؛ یعنی آموزش‌ها بر پایه احکام اسلامی انجام میشد، و بعد از رواج دین اسلام تا آغاز قرن ۲۰ میلادی در این کشورها رایج بود.

## مکتب‌خانه
آموزش در ایران سابقه‌ای طولانی دارد که به هزاران سال قبل بر می‌گردد.پیش از تأسیس سیستم مدرن آموزشی در ایران، اوایل قرن ۲۰ میلادی، کودکان آموزش ابتدایی و متوسطه خود را تحت سرپستی یک روحانی یا معلم (به تنهایی یا به همراه یک یا دو دستیار) در مکتب (یا مکتب‌خانه) فرامی‌گرفتند. زنان اکثر اوقات با آموزگار (خانم) در مکتب کار می‌کردند. می‌توان گفت که سن شروع تحصیل در مکتب برای پسران حدود شش تا ده سالگی و برای دختران شش تا هشت سالگی بوده‌است. برخی از پسران می‌توانستند در صورت تمایل به مدارس بالاتر یا حوزه علمیه بروند. از این رو، مکتب، مقدمه ورود به مدارس و حوزه‌های علمیه بوده‌است. در حدود سنین ۵ تا ۱۰ سال، دختران و پسران، در کنار هم درس می‌آموختند و متعاقباً دخترهایی که والدینشان مشتاق تحصیل بیشتر بودند، به مدرسه جداگانه دخترانه فرستاده می‌شدند؛ اگرچه در حقیقت بیشتر تحصیلات دختران در همین نقطه به پایان می‌رسید.
در قرن ۱۹–۲۰ میلادی، در ایران دو نوع مکتب وجود داشت:

### مکتب خانگی یا خصوصی
این مکتب در خانه ثروتمندان تشکیل می‌شد و در آنها فرزندان صاحب‌خانه و وابستگانشان شرکت می‌کردند. کلاس‌ها در یک یا چندین اتاق خانه یا در ساختمان جداگانه برگزار می‌شد. معلم توسط صاحب‌خانه استخدام می‌شد و گاهی در آنجا مقیم و مستقر می‌شد. کودکان از خانواده‌های دیگر با اجازه صاحب خانه و پرداخت دستمزد به مکتب‌دار (معلم) گاهی در کلاس‌ها شرکت می‌کردند.

### مکتب عوام
این مکتب برای کودکان عادی بود. کلاس‌ها در مساجد، تکیه‌ها یا منازل معلمان برگزار می‌شد. شاگردان دستمزد را به صورت نقدی یا به صورت کالا به معلم پرداخت می‌کردند.